# Джек, Бо
Бо Джек (англ. Beau Jack; при рождении Сидни Уокер, (англ. Sidney Walker); 1 апреля 1921, Огаста, США — 9 февраля 2000) — американский боксёр. Чемпион мира в лёгкой весовой категории.
В 1944 году признан «Боксёром года» по версии журнала «Ринг».

## Профессиональная карьера
Дебютировал на ринге 7 апреля 1939 года, одержав победу техническим нокаутом.

### Чемпионский бой сТиппи Ларкином
18 декабря 1942 года встретился с Типпи Ларкином. На кону стоял вакантный титул чемпиона мира NYSAC в лёгком весе. Джек нокаутировал Ларкина в 3-м раунде и стал чемпионом мира.

### Первый бой сФрици Зивиком
5 февраля 1943 года встретился с бывшим чемпионом мира в полусреднем весе Фрици Зивиком. Поединок продлился все 10 раундов. Джек победил единогласным решением судей: 6/3 и 6/4 (дважды).

### Второй бой сФрици Зивиком
5 марта 1943 года состоялся второй бой между Джеком и Зивиком. Джек снова выиграл единогласным решением: 6/5 и 7/5 (дважды).
2 апреля 1943 года победил по очкам бывшего чемпиона мира в полулёгкой и полусредней весовых категориях Генри Армстронга.

### Первый бой сБобом Монтгомери
21 мая 1943 года проводил защиту титула в лёгком весе в бою против Боба Монтгомери. Бой продлился все 15 раундов. Монтгомери был объявлен победителем и новым чемпионом мира.

### Второй бой сБобом Монтгомери
19 ноября 1943 года состоялся матч-реванш. Бой снова продлился 15 раундов. На этот раз, все судьи отдали победу Джеку. Бо Джек вернул себе чемпионский титул в лёгком весе.
28 января 1944 года встретился с бывшим чемпионом мира в лёгком весе Сэмми Анготтом. Поединок завершился вничью.
15 февраля 1944 года победил по очкам бывшего чемпиона мира в 1-м полусреднем весе Макси Бергера.

### Третий бой сБобом Монтгомери
3 марта 1944 года в третий раз встретился с Бобом Монтгомери. На кону был принадлежащий Джеку титул чемпиона мира в лёгком весе. После 15-ти раундов боя мнения судей разделились. Один судья отдал предпочтение Джеку со счётом 8/7. Двое других судей выставили счёт 8/6 в пользу Монтгомери.

### Четвёртый бой сБобом Монтгомери
4 августа 1944 года состоялся четвёртый бой между Джеком и Монтгомери. Джек победил по очкам.
8 июля 1946 года победил Сэмми Анготтом техническим нокаутом в 7-м раунде.
12 июля 1948 года потерпел тяжелейшее досрочное поражение от бывшего чемпиона мира в лёгком весе Айка Уильямса.
14 октября 1949 года проиграл по очкам кубинцу Киду Гавилану.
5 марта 1951 года во второй раз встретился с Айком Уильямсом. В осторожной борьбе проиграл по очкам.
9 апреля 1955 года в третий раз встретился с Айком Уильямсом. Бой завершился вничью..
12 августа 1955 года провёл четвёртый бой против Айка Уильямса. Айк избивал его и Бо в итоге потерпел досрочное поражение. После этого ушёл из бокса.

## Признание
- В 1972 году включён в Зал славы журнала «Ринг».
- В 1979 году включён в Спортивный зал славы штата Джорджия.
- В 1986 включён во Всемирный зал боксёрской славы.
- В 1991 году включён в Международный зал боксёрской славы.
- В 2001 году журнал «Ринг» поставил Джека на 10-е место в списке Величайших боксёров в истории лёгкого веса.